# Östliche Simonyspitze
Östliche Simonyspitze är en bergstopp i Österrike.   Den ligger i distriktet Lienz och förbundslandet Tyrolen, i den centrala delen av landet, 300 km väster om huvudstaden Wien. Toppen på Östliche Simonyspitze är 3 448 meter över havet, eller 61 meter över den omgivande terrängen.
Den högsta punkten i närheten är Großvenediger, 3 662 meter över havet, 7,0 km nordost om Östliche Simonyspitze. Runt Östliche Simonyspitze är det ganska glesbefolkat, med 26 invånare per kvadratkilometer.. Närmaste större samhälle är Neukirchen am Großvenediger, 19,5 km norr om Östliche Simonyspitze.